# Keerlus

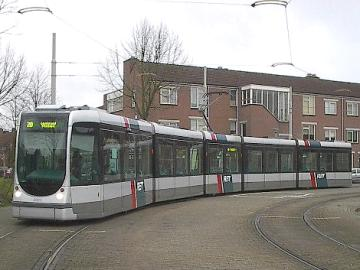
Een Rotterdamse Citadis op de keerlus bij de eindhalte Limbrichthoek (Beverwaard)

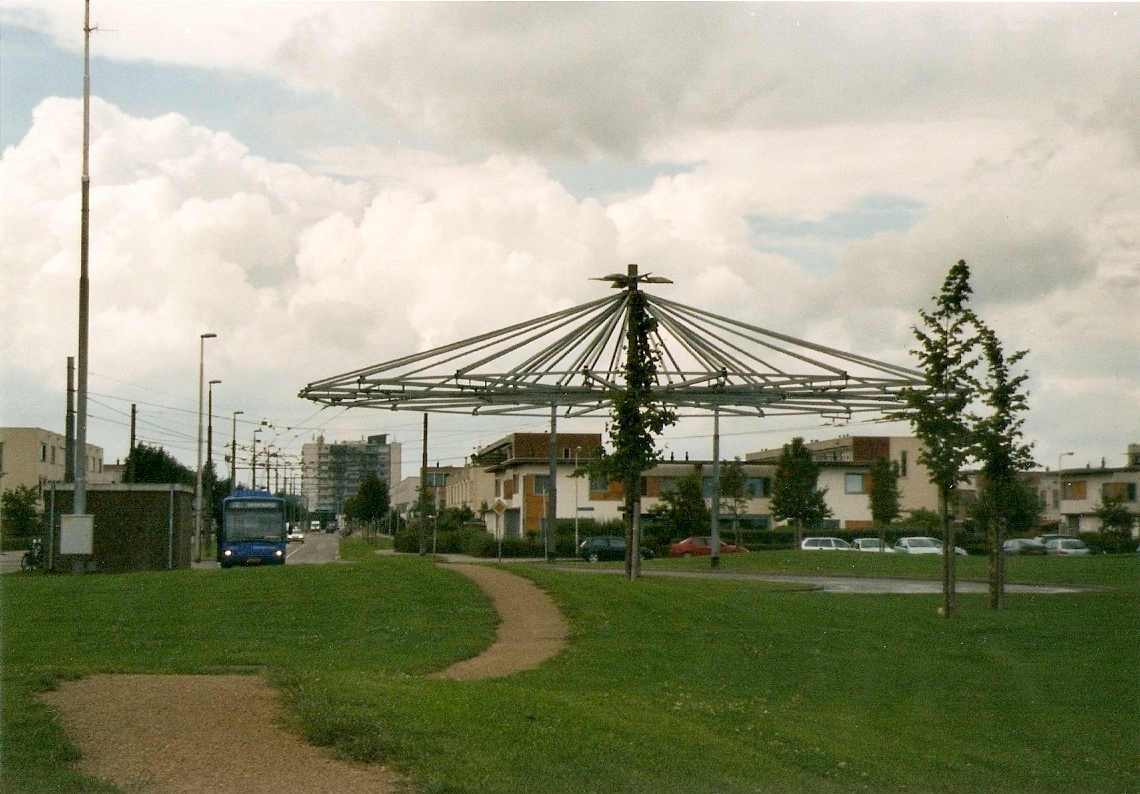
Keerlus voor de Arnhemse trolleybuslijn 7 in Rijkerswoerd

Een keerlus is een eindpunt voor trams of (trolley)bussen met één bestuurderscabine (eenrichtingsvoertuigen)  in de vorm van een lus. 
Ten opzichte van een keerspoor heeft een lus als voordeel dat het keren vlot gaat, maar het nadeel is dat de lus ruimte vraagt. Bij onvoldoende ruimte kan er een draaischijf aangelegd worden. In uitzonderlijke gevallen kruisen de sporen elkaar aan het begin van de lus. Dat was bijvoorbeeld zo te De Panne Esplanade (Kusttram) en naast ziekenhuis Antoniushove in Leidschendam.
Bij het eindpunt Burg, Brücke van de Solinger trolleybuslijn 683 was een draaischijf in gebruik. Ook de kabeltram van San Francisco heeft een draaischijf.
De Wuppertaler Schwebebahn heeft aan beide eindpunten een keerlus. Er bestaan ondergrondse keerlussen, zoals in Brussel in het metrostation Montgomery en in station Palais van de premetro van Charleroi.
In Rotterdam heeft Tramlijn  8 in de wijk Schiebroek een grote keerlus die door de hele wijk loopt en tevens alle haltes in deze wijk met elkaar verbindt. Op deze manier keert de tram terwijl hij zijn dienst rijdt.
Sommige goederenspoorlijnen, met name die speciaal zijn aangelegd voor het vervoer van bulkgoed (erts, steenkool en andere delfstoffen) tussen mijn en haven (ertsspoorlijn) zijn voorzien van keerlussen aan de eindpunten. De benodigde ruimte voor de keerlus is op zulke uitgestrekte terreinen gewoonlijk geen bezwaar.
De kanaaltunnel heeft keerlussen voor de autotreinen.

## Alternatieven
Voor tweerichtingsvoertuigen (treinen, metro's, sneltrams en sommige trams) is geen keerlus nodig. Bij dubbelspoor moet er aan het eindpunt een overloopwissel zijn. Dit vraagt minder ruimte dan een keerlus, vooral bij grotere voertuigen waar de boogstraal erg groot zou worden. Is het nodig de locomotief om te rijden, dan is er nog een extra wisselverbinding nodig.
Nog een andere mogelijkheid is een keerdriehoek, waarbij men even achteruit moet rijden. Voor een tram is dat geen probleem: een eenrichtingstram heeft een bedieningspaneel onder de achterbank, zodat de bestuurder ook bij het achteruitrijden voldoende zicht heeft. Er zijn echter ook trams waarbij de bestuurder voorin blijft, zodat begeleiding of camera's nodig kunnen zijn voor de veiligheid.